# 링스 (영화)
《링스》(영어: Rings)는 2017년에 공개된 미국의 초자연 공포 영화이다. 《링》(2002)과 《링 2》(2005)를 잇는 미국판 링 시리즈 세 번째 영화이다. F. 하비에르 구티에레스가 연출을 맡았으며, 마틸다 루츠, 앨릭스 로, 조니 갈레키, 에이미 티가든, 보니 모건, 빈센트 도노프리오 등이 출연하였다.

## 줄거리
2013년 시애틀행 비행기 안에서 한 승객(카터)이 문제의 서마라 모건 저주 비디오테이프를 시청한 뒤 복사본을 만들지 않았음을 고백한다. 곧 비행기 바닥에 검은 물이 흐르고 파리떼가 번성하더니 비행기가 추락한다.
2015년 게이브리얼 브라운 교수는 비디오테이프리코더(VCR)를 구매한 뒤 그 안에서 "나를 봐"라는 스티커가 붙은 비디오를 발견한다. 이후 대학생 홀트는 서마라 비디오를 시청하고 복사본을 "꼬리"라고 명명된 다음 순서 시청자에게 7일 안에 넘기는 게이브리얼의 실험에 참여한다.
홀트의 여자친구 줄리아는 꼬리를 구하지 못한 다른 실험 참가자가 사망하는 모습을 직접 목격한다. 홀트에게 12시간 밖에 남지 않았다는 걸 알게 된 줄리아는 본인이 홀트의 꼬리가 되기로 하고 홀트가 갖고 있던 복사 영상을 본다.
그런데 이 영상에는 기존엔 없던 영상이 첨부돼있고 복사도 되지 않는다. 영상 시청 직후 걸려온 전화를 받자 전화기가 타오르더니 줄리아의 손에 뜻을 유추하기 힘든 점자를 남긴다.
서마라 시체를 화장하는 게 답이라고 짐작한 줄리아는 한 목사가 서마라의 시체를 매장했다는 새크라멘토 밸리로 향한다. 줄리아는 표지가 없는 무덤을 하나 찾아내 열어보고 안이 비어있는 것을 확인한다. 교회 종탑 내 숨겨진 방엔 서마라가 목사에게 성폭행 당한 뒤 감금돼있던 흔적이 있고, 줄리아는 벽 뒤에서 서마라의 해골을 발견한다.
서마라를 가해했던 목사 게일런 버크는 서마라의 저주를 피하기 위해 일부러 자신의 눈을 멀게 한 채 살고 있었다. 줄리아가 서마라를 화장하려하자 목사는 오히려 서마라 악령을 세상에 풀어놓는 결과를 가져올 거라며 이를 막으려 한다. 그러나 서마라가 목사의 눈을 원상복귀시킨 뒤 목사를 죽여버린다. 홀트와 줄리아는 서마라 시체 화장에 성공한다.
이제 모든 게 다 끝났다고 생각했으나 줄리아가 샤워 중 점자가 새겨진 손바닥 피부 껍질을 벗겨내자 잿빛 속피부가 드러나고, 줄리아가 갖고 있던 서마라 영상이 줄리아의 연락처에 기입돼있는 모든 이에게 보내진다.
점자 뜻대로 서마라는 줄리아의 몸을 통해 "부활"한 것이다.

## 출연
- 마틸다 루츠 - 줄리아 역
- 앨릭스 로 - 홀트 역
- 조니 갈레키 - 게이브리얼 브라운 교수 역
- 빈센트 도노프리오 - 게일런 버크 역
- 에이미 티가든 - 스카이 역
- 보니 모건 - 서마라 모건 역
- 척 데이비드 윌리스 - 블루 역
- 패트릭 R. 워커 - 저말 역
- 잭 로리그 - 카터 역
- 리지 브로슈레 - 켈리 역
- 캐런 시세이 - 승무원 역
- 데이브 블레이미 - 부기장 역
- 마이클 E. 샌더스 - 기장 역
- 랜들 테일러 - 홀트의 아버지 역
- 드루 그레이 - 샘 역
- 질 제인 클레먼츠 - 캐런 스틱스 역
- 애덤 프리스토 - 크리스 역
- 로라 슬레이드 위긴스 - 페이스 역
- 리키 뮤즈 - AA 회원 역
- 라이언 루이스 - AA 대표 역
- 제러미 해리슨 - 고속도로 순경 역
- 제이 피어슨 - 고속도로 순경 역

## 속편 현황
2019년 9월 《그루지》(2020) 감독 니컬러스 페시가 《사다코 대 카야코》(2016)와 유사한 형태로 그루지 시리즈와 링 시리즈 크로스오버 영화를 만드는 작업에 관심을 표명했다.